# Статини

Ловастатин — перший препарат групи статинів, застосований в клінічній практиці

Стати́ни — група гіполіпідемічних засобів, механізмом дії яких є пригнічення ферменту ГМГ-КоА редуктази, що каталізує початкові та проміжні стадії біосинтезу холестерину (перетворення ГМГ-КоА на меволат — попередник стеринів) у печінці, і призводить до зниження рівня холестерину та ліпопротеїнів низької густини в крові, підвищення ліпопротеїнів високої густини.

## Історія виникнення

Мевастатин — попередник препаратів групи статинів

Уперше повідомлення про гіполіпідемічну дію статинів з'явились у 1976 році, коли японські вчені Акіра Ендо та М. Курода опублікували результати досліджень одного з продуктів життєдіяльності цвілевих грибків Penicillium citrinum мевастатину, що володів здатністю знижувати рівень загального холестерину та холестерину ліпопротеїнів низької густини у крові тварин і людини. У основі механізму дії цієї хімічної сполуки була здатність інгібувати фермент ГМГ-КоА-редуктазу. Цього ж року японський вчений Ямамото вперше призначив мевастатин в дозі 500 мг/добу 17-річній пацієнтці з ІХС та гомозиготною спадковою гіперхолестеринемією. Протягом одного місяця у неї знизився рівень холестерину на 20 %, але це супроводжувалося підвищенням активності трансаміназ та симптомами слабкості м'язів. Дозу препарату було зменшено до 200 мг/добу, і через 6 місяців хвора вперше відчула поліпшення в перебігу стенокардії. Пізніше вчений успішно використав мевастатин для лікування хворих з гетерозиготною формою спадкової гіперхолестеринемії в добовій дозі 50-150 мг/добу. Мевастатин не знайшов подальшого застосування в клінічній практиці, але подальші дослідження хімічних сполук, прототипом яких був мевастатин, привели до синтезу нових препаратів цієї групи. При дослідженні продуктів життєдіяльності грибка Penicillium brevicompactum був виділений антибіотик компактин, який володів властивостями конкурентного інгібітора ГМГ-КоА-редуктази. Першим статином, який був допущеним до клінічного застосування, став ловастатин, що був виділений із культури грибка Aspergillus terreus, та допущений до застосування у США в 1987 році. Пізніше до клінічного використання були допущені напівсинтетичні статини — симвастатин та правастатин, що є частково модифікованими дериватами мевінієвої кислоти. Пізніше у клінічну практику були запроваджені повністю синтетичні флувастатин, аторвастатин та церивастатин. Церивастатин був відкликаний із фармацевтичного ринку у зв'язку із численними (52 випадки) летального рабдоміолізу із розвитком гострої ниркової недостатності та ще 31 випадок у США, і цей ризик підвищувався при сумісному застосуванні церивастатину із гемфіброзилом або при застосуванні високих доз препарату (0,8 мг/добу). Тому швидке запровадження нового препарату із групи статинів — розувастатину — без достатніх клінічних випробувань, було зустрінуте із певною пересторогою. Крім цього, у клінічну практику був введений препарат пітавастатин. Проводяться дослідження інгібіторів ГМГ-КоА-редуктази четвертого покоління — гленвастатину, ZD-4522 NK-104 і BMS 180431 але вони не знайшли поки клінічного застосування.

## Класифікація
Статини по походженню можна поділити на природні (до них належить ловастатин), напівсинтетичні (симвастатин, правастатин) та синтетичні (флувастатин, аторвастатин, церивастатин, розувастатин, пітавастатин). Існує поділ статинів згідно поколінь. Так, до першого покоління належить перший препарат групи — ловастатин, до другого — симвастатин та правастатин, до третього покоління — флувастатин, аторвастатин, церивастатин, але цей поділ визнається не усіма вченими, тому що вважається, що усі статини однаково діють на рівень холестерину та ліпопротеїнів низької густини. По хімічній структурі статини поділяються на препарати, у структурі яких наявне декалінове кільце (правастатин, симвастатин), та препарати, у складі яких наявні фторфенільна (церивастатин, флувастатин, розувастатин) та метилетильна група (аторвастатин).

## Механізм дії

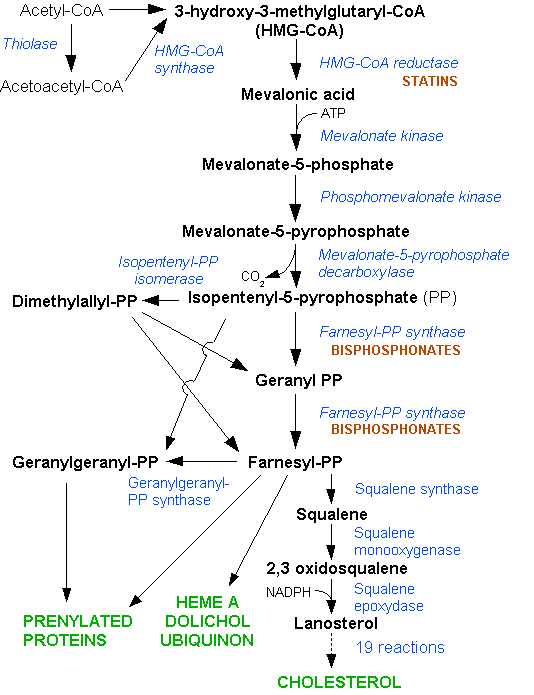
Шлях синтезу холестерину

Механізм дії усіх статинів полягає у конкурентному інгібуванні ферменту 3-гідроксил-3метил-глутарил-коферменту А — редуктази (ГМГ-КоА редуктази), який каталізує початкові та проміжні стадії біосинтезу холестерину (перетворення ГМГ-КоА на меволат — попередник стеринів) у печінці. Інгібування синтезу холестерину в печінці приводить до збільшення густини рецепторів ліпопротеїнів низької густини в гепатоцитах і відповідно до збільшення катаболізму холестерину ліпопротеїдів низької густини. Крім цього, спостерігається зниження утворення ліпопротеїдів низької густини внаслідок пригнічення синтезу їх попередника — ліпопротеїнів дуже низької густини у печінці. Все це призводить до зниження в плазмі крові рівня загального холестерину, холестерину ліпопротеїдів низької густини та ліпопротеїнів дуже низької густини, а також меншою мірою тригліцеридів; відмічається підвищення рівня антиатерогенних ліпопротеїнів високої густини. Важливим фактом є те, що при застосуванні цих препаратів не порушується функція органів, що продукують стероїдні гормони — наднирників і статевих залоз. При застосуванні статинів спостерігається покращення функції ендотелію судин, пригнічення запального процесу, зменшення атеросклеротичної бляшки, зниження тромбоутворення, пригнічуються процеси фіброзу і гіпертрофії міокарда, підсилюється його перфузія та ангіогенез. Доведено покращення систолічної функції лівого шлуночка, збільшення фракції викиду лівого шлуночка, зменшення частоти розвитку аневризми лівого шлуночка, гострої лівошлуночкової недостатності на фоні застосування високих доз статинів при гострому інфаркті міокарду. По даним багатьох досліджень, статини позитивно впливають на когнітивні функції у осіб із церебральним атеросклерозом, у хворих після перенесеного інсульту та із хворобою Альцгеймера. Статини мають здатність підвищувати виживаність і гальмувати реакцію відторгнення трансплантата при пересадці серця. Статини зменшують концентрацію С-реактивного протеїну в плазмі крові, пригнічують синтез колагену та еластину гладком'язовими клітинами, позитивно впливають на тромбоцитарну ланку гемостазу. Статини поліпшують кровообіг у судинах сітківки при діабетичній ретинопатії та інших хворобах очей. Статини можуть стимулювати синтез фактора росту остеобластів. Зареєстровано протипухлинну дію статинів, яка полягає в пригніченні синтезу ДНК, антипроліферативній активності та стимуляції програмованої смерті клітин багатьох типів пухлин. По даним американських дослідників, статини можуть позитивно впливати на стан щитоподібної залози при гіпертиреозі.

## Показання до застосування
Статини застосовують при первинній гіперхолестеринемії, гіперліпопротеїнемії типу IIa і ІІб, при вторинній гіперліпопротеїнемії, яка пов'язана з цукровим діабетом і нефротичним синдромом. Статини застосовують також при атеросклерозі; для зменшення частоти розвитку серцево-судинних захворювань і смертності у хворих із середньою і тяжкою гіперхолестеринемією, при підвищеному ризику виникнення перших клінічних епізодів серцево-судинних захворювань; для вторинної профілактики значних небажаних явищ з боку серця у дорослих з ішемічною хворобою серця, у тому числі при інфаркті міокарду та нестабільній стенокардії в анамнезі; для зниження посттрансплантаційної гіперліпідемії у пацієнтів, які застосовують імуносупресори після трансплантації органів. Аторвастатин та розувастатин можуть застосовуватися при дисліпідеміях не тільки у випадку ізольованої гіперхолестеринемії, але й комбінованої гіперліпідемії, включаючи гіпертригліцеридемію.

## Протипоказання
Статини протипоказані при підвищеній чутливості до препаратів групи, вагітності та годуванні грудьми, гострих захворюваннях печінки, стійкому підвищенні рівня активності трансаміназ в крові невідомої етіології. В дитячому віці статини дозволені до застосування з 8—9 років виключно у випадках сімейної гіперхолестеринемії.

## Побічна дія
При застосуванні статинів можливі побічні реакції з боку різних органів та систем організму.
Частими побічними реакціями під час застосування статинів є алергічні реакції і побічні ефекти з боку шкіри. Серед побічних ефектів часто спостерігають висипання на шкірі, свербіж шкіри, набряк Квінке, кропив'янка, гіперемія шкіри, фотосенсибілізація, гарячка, зрідка може відбуватися також вовчакоподібний синдром.
При застосуванні статинів спостерігають також побічні ефекти з боку органів травлення. З боку травної системи часто можуть відбуватися нудота; діарея або запор; метеоризм; анорексія; гіркота у роті; підвищення активності амінотрансфераз та лужної фосфатази, яке може потребувати корекції дози статинів; при застосуванні аторвастатину та симвастатину спостерігались випадки гострого гепатиту; спостерігають також як тяжкий, хоча і не дуже частий побічний ефект — панкреатит.
З боку нервової системи зрідка можуть з'явитися запаморочення, безсоння, головний біль, парестезії, периферична невропатія. Тривале застосування статинів, по даним деяких досліджень, призводить до погіршення пам'яті та може сприяти розвитку паркінсонізму та хвороби Альцгеймера.
По даних досліджень, при застосуванні статинів підвищується ризик захворювання на цукровий діабет. Недавно з'явились дані про те, що різка відміна статинів у хворих із гострим коронарним синдромом або інсультом може призводити до збільшення ризику тромбоутворення і ранніх неврологічних симптомів, підвищення ризику тромбоутворення і раптової смерті.
Тяжкими побічними ефектами статинів є побічні ефекти з боку кістково-м'язової системи. Найчастіше серед них зустрічаються статинова міопатія і рабдоміоліз. Ці явища пов'язують із тим, що статини прискорюють апоптоз м'язових клітин, можуть спричиняти ушкодження мембранних іонних каналів, пригнічують процеси синтезу селенопротеїдів. Легкі форми міопатії можуть проявлятися лише підвищенням концентрації в крові креатинфосфокінази. Рабдоміоліз, який проявляється болями у литкових м'язах, поперековій ділянці або у всьому тілі, нудотою, блюванням, зміною кольору сечі на червоний або коричневий (у зв'язку із виділенням у сечу міоглобіну), спостерігають приблизно у 4 випадках на мільйон пацієнтів на рік при застосуванні сучасних статинів. Цей побічний ефект часто спостерігався при застосуванні лише церивастатину, який був відкликаний із клінічного застосування.
Серйозним побічним ефектом статинів є також статинова тубулопатія. Цей ефект помічений відносно недавно, і виявлений уперше при клінічних випробовуваннях розувастатину, але пізніше виявлений і при застосуванні інших статинів. Іншими побічними ефектами з боку нирок при застосуванні статинів можуть бути також протеїнурія і ниркова недостатність (описані випадки поєднання гострої ниркової недостатності і гострого панкреатиту).

## Взаємодія з іншими лікарськими препаратами
Метаболізм статинів проходить за участі цитохрому Р450 в печінці, тому найважливіші взаємодії статинів проходять із лікарськими препаратами, які є конкурентними інгібіторами або індукторами цитохрому Р450. При сумісному застосуванні із препаратами, що є інгібіторами цитохрому Р450, значно посилюється імовірність побічних ефектів препаратів групи статинів, особливо міопатії та тубулопатії, у зв'язку із значним підвищенням концентрації статинів у крові. До таких препаратів відносяться фібрати (особливо гемфіброзил), нікотинова кислота, циклоспорин, протигрибкові засоби (азоли — кетоконазол, ітраконазол), антибіотики-макроліди (еритроміцин, кларитроміцин), блокатори кальцієвих каналів (верапаміл), аміодарон, блокатори H2-гістамінових рецепторів (циметидин, ранітидин), інгібітори протеази (індинавір, нелфінавір, ритонавір, саквінавір), антидепресанти (флуоксетин, флувоксамін та сертралін) та нефазодон. Одночасне використання індукторів цитохрому Р450 (карбамазепін, барбітурати, дексаметазон, рифампіцин) знижує гіпохолестеринемічний ефект статинів. Крім того, статини можуть взаємодіяти із деякими харчовими продуктами. Так, грейпфрутовий сік інгібує ізофермент цитохрому Р450 CYP3A4 і здатний різко підвищувати концентрацію статинів: ловастатину — у 12 раз, симвастатину — у 9 раз, що може серйозно підвищити ризик побічних ефектів статинів. Підвищує ризик міопатії також надмірне вживання алкоголю.

## Критика застосування статинів
Зважаючи на появу серйозних побічних ефектів при тривалому застосуванні, відносно високу вартість лікування та довготривалий прийом препаратів, статини піддаються критиці у частині наукових досліджень. Так, згідно досліджень нового препарату групи статинів — розувастатину, було встановлено, що він може впливати лише на зменшення частоти госпіталізації хворих, але не на частоту появи кардіоваскулярних подій. Крім цього, більша ефективність розувастатину поєднувалась із значно вищою (поява тубулопатій — у 75 разів) частотою побічних ефектів. Не було відмічено суттєвого зниження частоти інфаркту міокарду й інсультів у післяопераційному періоді після кардіохірургічних операцій, хоча згідно цих досліджень спостерігається незначне зменшення загальної смертності при прийомі статинів у цій групі хворих. При дослідженнях аторвастатину та симвастатину не спостерігалось зменшення кількості кардіоваскулярних подій, смертності від усіх причин та смертності від серцево-судинних захворювань. Раннє призначення статинів при інфаркті міокарду також не призводило до зменшення смертності хворих. Збільшення дози статинів у таких хворих одночасно призводило до збільшення частоти побічних ефектів препарату. Згідно інших досліджень, прийом статинів особами, що не мають підвищеного рівня холестерину, призводить до збільшення загальної смертності, погіршення пам'яті та підвищує імовірність розвитку паркінсонізму та хвороби Альцгеймера, імовірним є також розвиток бічного аміотрофічного склерозу при тривалому прийомі статинів.
Незважаючи на критику, препарати групи статинів є одними із лідерів фармацевтичних продаж у світі. Так у 2004 році витрати на гіполіпідемічні засоби у світі склали в цілому 30 млрд доларів, із них на аторвастатин було витрачено 12 млрд доларів, а на симвастатин — 7 млрд доларів.